# Ceraclea hastata
Ceraclea hastata là một loài Trichoptera trong họ Leptoceridae. Chúng phân bố ở miền Cổ bắc.